# 統合的心理療法
統合的心理療法（英：Integrative psychotherapy）とは、単一の学派にもっぱら依拠するのではなく、多様な学派の理論や技法を何らかの系統的な仕方で組み合わせて活用することによってクライエントにより効果的に関わることを目指した心理療法のことである。心理療法が社会の近代化に伴って19世紀末に成立して以来、心理療法を構成する学派は常に増え続け、現在、500以上あると言われている。
主要な心理療法学派はいずれも効果があることが示される一方で、どの心理療法学派も全てのクライエントに等しく効果的ではなく、クライエントによって、またセラピー過程のその時々で、異なる学派の心理療法を組み合わせて用いることで、より効果が高まるものと期待される。統合的心理療法は、異なる心理療法学派をどのように組み合わせることが有効なのかについての理論的考察に基づき、一貫性をもって複数の心理療法のリソースを活用する心理療法の実践のあり方である。

## 心理療法統合への５つのアプローチ
心理療法の統合にはいくつかのアプローチがある。NorcrossとAlexander（2019）は共通要因、技法折衷、理論統合、同化的統合の４つに分類している。日本心理療法統合学会（2021）はそこに多元主義を加え、５つに分類している。

### 共通要因（Common Factors）
各学派の違い（学派独自の理論や治療技法）を踏まえつつも、各学派に共通する治療要因（治療同盟、共感、セラピーへの肯定的な期待など）の方が、治療効果を左右するより重要な要因であると考え、そうした治療要因を明らかにしていくことによって、より効果的な実践を創り出そうとするアプローチ。

### 技法折衷（Technical Eclecticism）
「どんな人に、どんな時に、どんな技法が有効か？」をエビデンスに基づいて選択して用いるアプローチ。技法折衷では、技法は、その効果を説明する心理療法学派の理論から切り離して使用することができるという前提に立っている。すなわち、特定の心理療法学派で用いられている技法を採用したとしても、その技法を説明する心理療法学派の理論を採用するわけではない。

### 理論統合（Theoretical Integration）
異なる心理療法学派の理論を、分析、検討して、両者の視点を引き継ぎながら、整合的で一貫性のある新たな理論を構築するアプローチ。起源となった学派の理論や技法が丸ごと合併されるわけではなく、取捨選択され、修正され、新たな文脈に吸収される。

### 同化的統合（Assimilative Integration）
個々のセラピストが主に拠って立つアプローチに、他のアプローチの態度や視点、技法を徐々に取り入れていくアプローチ。

### 多元主義（Plulalistic approach）
相互に対立する多様な解答が、いずれも妥当なものとして成立しうると考える多元論の哲学的認識に基づき、クライエント、セラピスト、そしてセラピー、それぞれの多様性を尊重し、クライエントとセラピストの対話と協働によって多様な方法を活用しようとするアプローチ。